# EsRadio
esRadio és una cadena de ràdio que va començar les seves emissions el 7 de setembre de 2009.
esRadio emet a tot Espanya a través d'emissores de ràdios associades, i a Madrid a través de la freqüència a Unión Liberal de Radio, participada per Libertad Digital i Unidad Editorial, al 99.1 de la FM. Respecte als territoris catalano parlants, esRadio a Catalunya té 2 emissores (Barcelona i Tarragona), a les Illes Balears té una a Palma, i al País Valencià compta amb un total de 6 emissores (València, Castelló, Requena, Calp, Xàtiva i Benidorm). A més, emet per Internet i a la TDT, a través del canal 66 gràcies a un acord pel qual Veo Televisión oferia una amplada de banda de 96kbps per a ser difosa per a tot Espanya.

## Història

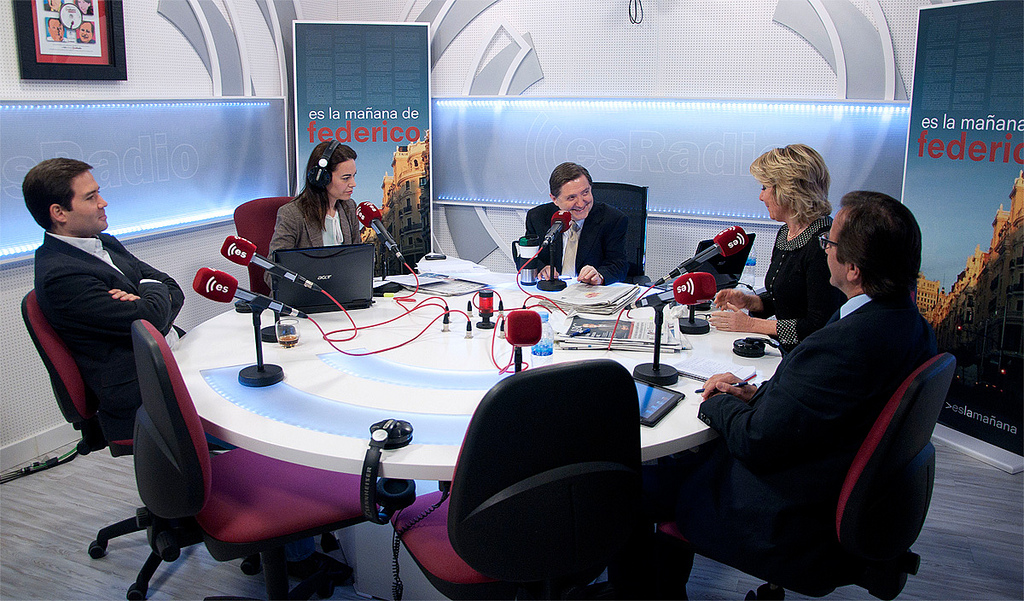
Entrevista a Esperanza Aguirre a esRadio

esRadio es crea per Federico Jiménez Losantos i César Vidal a través de Libertad Digital, empresa en la que ambdós són socis, per a mantenir la seva presència en antena davant els canvis que els imposava la COPE. Aquesta cadena va anunciar a Jiménez Losantos el seu cessament del programa matinal, proposant-li a ell i a César Vidal compartir l'espai nocturn La Literna.
Aquests fets es van produir després d'anys de conflictes entre Jiménez Losantos i la COPE, i pressions des d'altres mitjans de comunicació i polítics sobre la Conferència Episcopal Espanyola, propietària principal de la cadena, contra la seva línia editorial. La concessió de la freqüència a Madrid, l'única freqüència disponible a la capital, a Unión Liberal de Radio, es produïa en competència amb la mateixa cadena COPE quan els dos periodistes encara treballaven en ella.
Després de molts rumors, Federico Jiménez Losantos, César Vidal i el seu antic company Luis Herrero va presentar el projecte esRadio el 17 de juny, en el programa La Tertulia de Libertad Digital TV.
El 7 de juliol de 2009, Unidad Editorial i Libertad Digital, va arribar a un acord per a l'emissió d'esRadio a través de la TDT a tot Espanya, a través del múltiplex de Veo Televisión, actualment el canal 66.
El dia 2 de setembre de 2009, esRadio va anunciar diverses novetats. Primer, van anunciar el fixatge del Grupo Risa, que feia les seccions d'humor de La Mañana de la COPE i de El Tirachinas de la misma emissora. També es va anunciar l'inici de les emissions per la TDT, l'inici de les proves radiòfoniques en la freqüència de Madrid, així com l'ini de les emissions oficials, el 7 de setembre de 2009, a les 7 del matí. Dos dies després, es va anunciar la primera llista oficial de freqüències, de 25 ràdios associades, en les províncies de Burgos, Castelló de la Plana, Guadalajara, La Corunya, Les Palmes, Madrid, Màlaga, Múrcia, Pontevedra, Sevilla, Tenerife, València i Saragossa.

## Programació
L'oferta de programes anunciada en cada franja horària queda com segueix a continuació:
- Federico Jiménez Losantos a la franja matinal, des de les 7 del matí fins a la 1 del migdia a Es La Mañana de Federico.
- Juan Pablo Polvorinos, a l'informatiu, que tindrà dues edicions, migdia (13h) i tarda (19h).
- Luis Herrero, de 4 a 7 de la tarda, a En casa de Herrero.
- César Vidal, de 8 a 12 de la nit, a Es La Noche de Cesar.
- Ayanta Barilli, actriu, de 12 a 1:30 de la noche, a Es Amor.
- Gabriel Albiac, filòsof, des de la 01:30 a Después de todo.
- Luis del Pino, Dissabtes i Diumenges de 08:00 a 10:00 a Es fin de semana.
- Pedro Madera, Dissabtes i Diumenges de 10:00 a 14:00 a Estamos de fin de semana.
- César Vidal, Dissabtes de 15:00 a 17:00 a Regreso a Camino del Sur.
- Carmen Carbonell, Dissabtes de 17:00 a 18:00 a LD libros.
- Javier Somalo, Dissabtes de 20:30 a 22:30 a Debates en libertad.
- Luis Herrero, Dissabtes de 22:30 a 00:00 a Cowboys de medianoche.